# Međugor
Međugor (Servisch cyrillisch Међугор) is een plaats in de Servische gemeente Sjenica. De plaats telt 176 inwoners (2002).